# NGC 5425
NGC 5425 је спирална галаксија у сазвежђу Велики медвед која се налази на NGC листи објеката дубоког неба.
Деклинација објекта је + 48° 26' 35" а ректасцензија 14h 0m 47,9s. Привидна величина (магнитуда) објекта NGC 5425 износи 13,5 а фотографска магнитуда 14,2. NGC 5425 је још познат и под ознакама UGC 8933, MCG 8-26-1, CGCG 247-2, IRAS 13588+4841, PGC 49889.